# Mosteiros (Fogo)
A vila dos Mosteiros é a sede do concelho do mesmo nome. A vila tem um pequeno e atraente centro, entalado entre a montanha e o mar, que contrasta com os sombrios arrabaldes de casas construídas com pedras de lava. O recente encerramento do seu aeródromo, em favor do de São Filipe, está a provocar o declínio da vila.

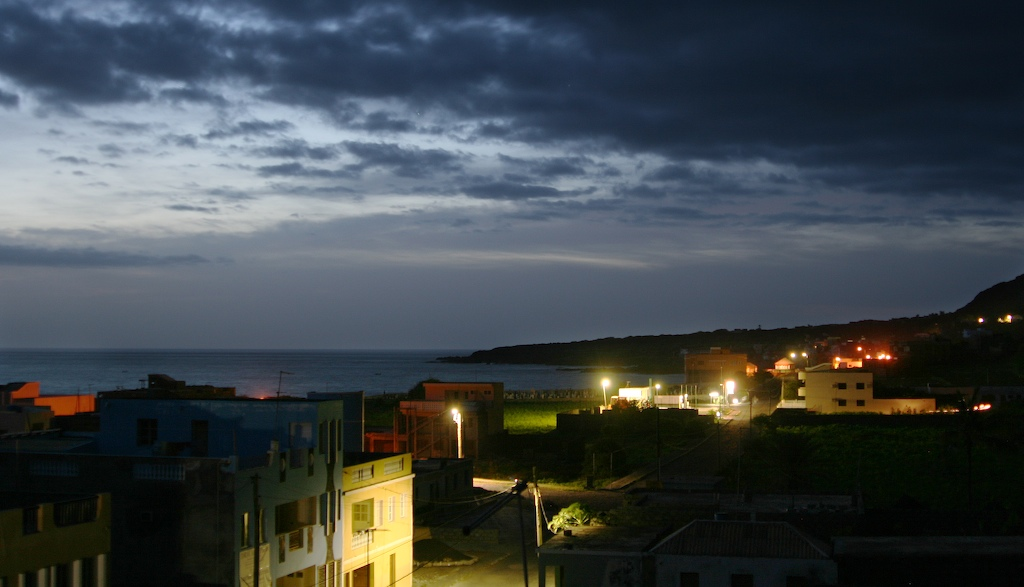
Amanhecer na vila dos Mosteiros.

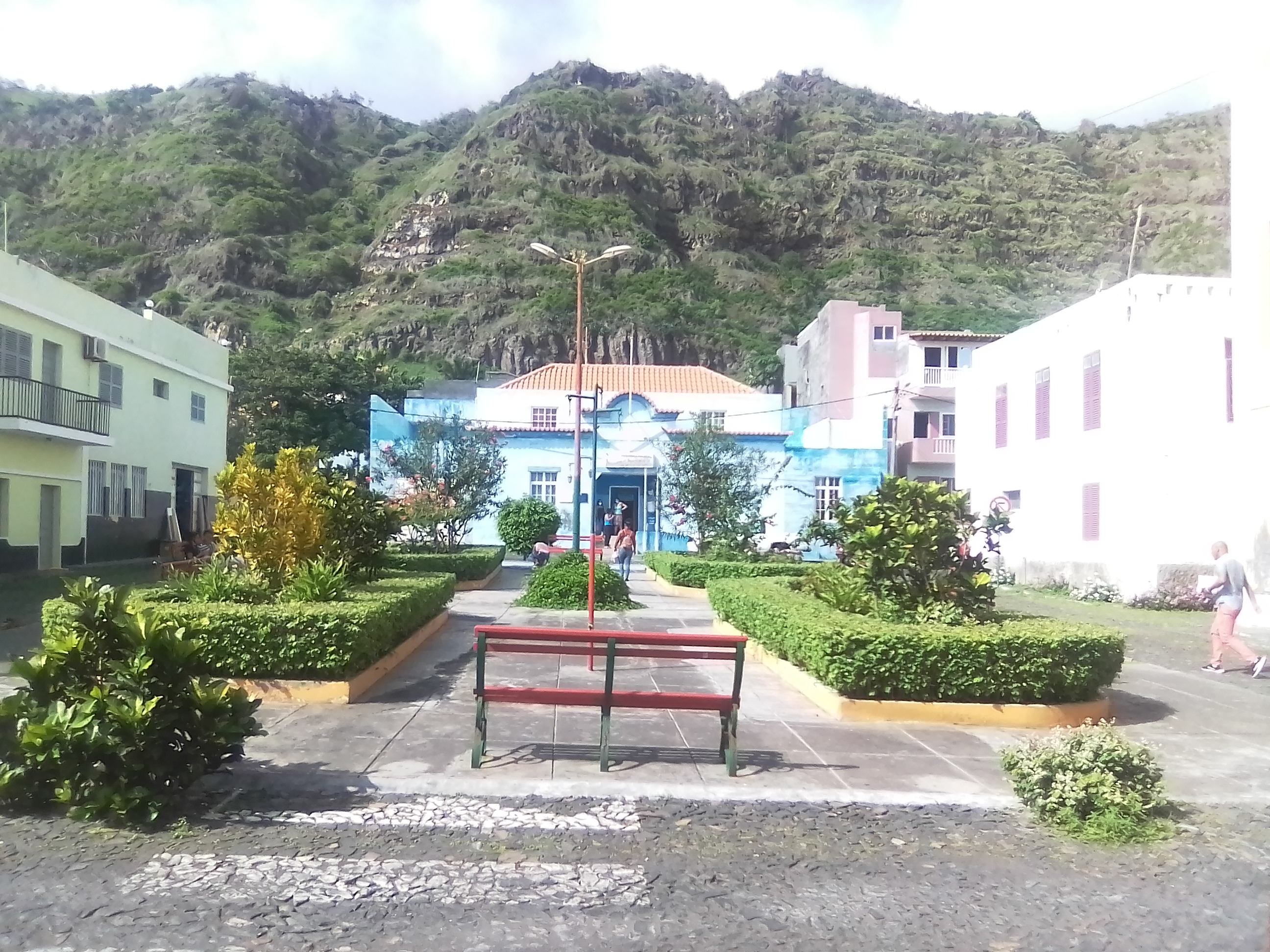
Praça do Entroncamento.

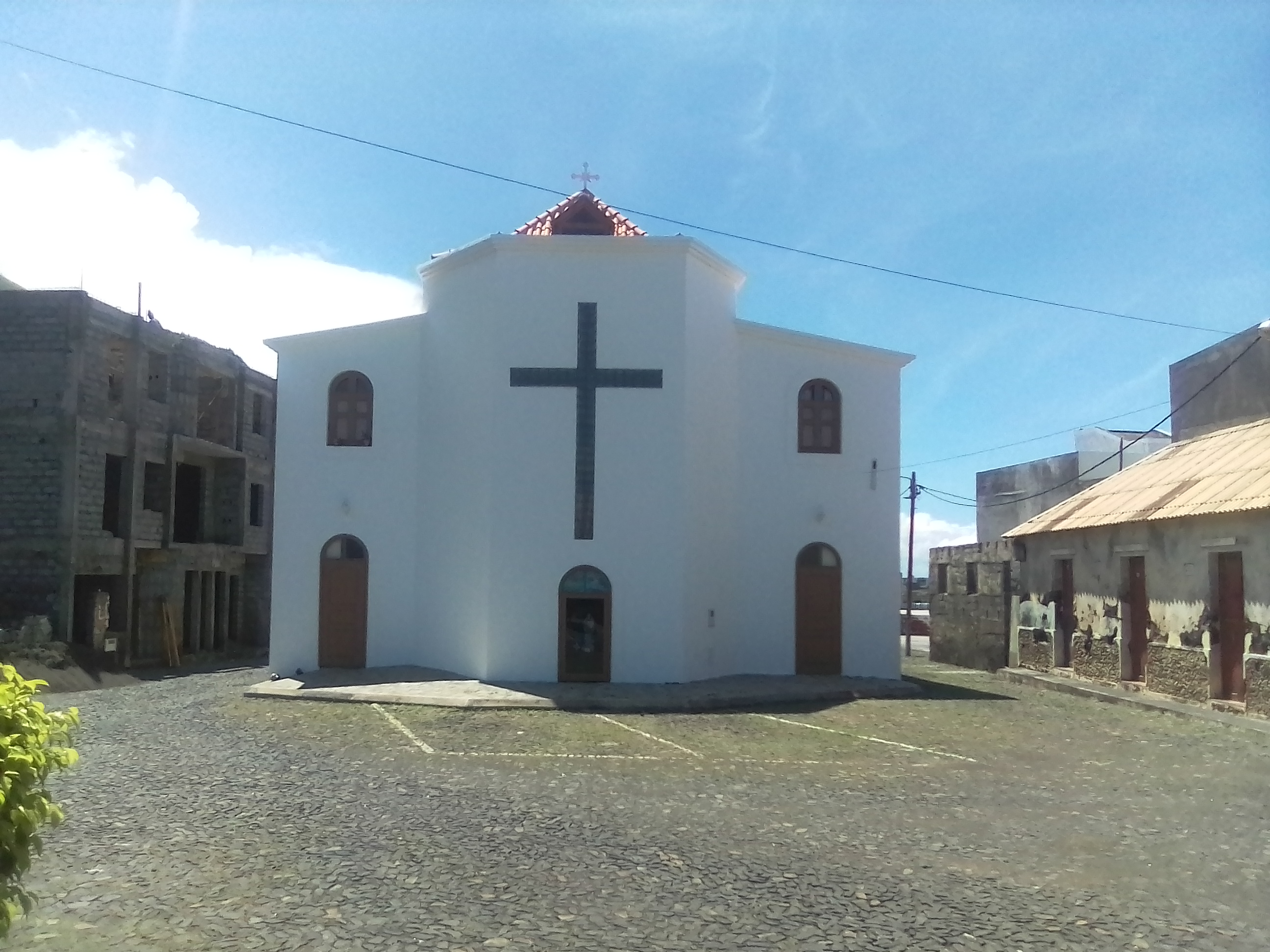
Igreja da Nossa Senhora de Ajuda.